# Philipp Hamber
Philipp Hamber (geboren am 1. März 1887 in Wien; gestorben am 5. November 1940 im KZ Buchenwald) war ein österreichischer Filmkaufmann, Filmverleiher, Filmtheater-Betreiber und Filmproduzent.

## Wirken beim Film
Hamber strebte eine Beamtenlaufbahn an, ehe er sich 1917 der Filmbranche (zunächst dem Film-Handel) zuwandte. Im Jahr darauf gründete er seine erste eigene Firma, die „Philipp Hamber Kino-Einrichtungs- und Filmgesellschaft“ (ab 1920: „Philipp Hamber G.m.b.H.“). Seit 1921 konzentrierte er sich auf die Errichtung einer Kinokette. Vier Jahre später, im Sommer 1925, übernahm er, gemeinsam mit seinem Bruder Edmund, vom österreichischen Filmpionier Arthur Stern die „Allianz-Filmfabrikations- und Vertriebsgesellschaft“. Hambers Kerngeschäft sollte der Ausbau des Kinosaalbetriebes sowie der Verleih von Filmen werden.
Darüber hinaus engagierte sich Philipp Hamber ab 1926 auch sporadisch in der Filmproduktion. Mit der mit Fritz Kortner in der Titelrolle prominent besetzten Musiker-Biografie „Beethoven“ gab er einen recht ambitionierten Einstand als Produzent. Hambers spätere Produktionen sorgten für weit weniger Furore. Nachdem Bruder Edmund 1929 die „Allianz“ verlassen hatte und sich auf das Management der Kiba-Kinokette zu konzentrieren begonnen hatte, setzte Philipp Hamber das Produktionsgeschäft allein fort und kümmerte sich als ‘Kiba’-Verleihchef überdies um die Distributionsangelegenheiten der „Kinobetriebsanstalt G.m.b.H.“.
Unmittelbar nach Anbruch der Tonfilm-Ära geriet das gesamte Firmenimperium der Gebrüder Hamber ins Wanken, und nach einer Reihe von finanziellen Einbrüchen musste Hambers „Allianz-Film“ im Frühjahr 1935 Konkurs anmelden. Hamber versuchte im Winter 1936/37 kurzzeitig in London Fuß zu fassen und die Möglichkeiten für die Herstellung von Filmprogrammheften auszuloten. Auch dieses Unterfangen scheiterte.

## Isolation und Verfolgung im NS-Staat
Nach dem „Anschluss Österreichs“ an das nationalsozialistische Deutsche Reich im März 1938 gerieten beide jüdischen Brüder massiv unter Druck. Noch im selben Jahr, am 17. Juni 1938, wurde Philipp Hamber in das KZ Dachau deportiert. Dort traf der sogenannte „Schutzhäftling“ Nr. 16519 einen Monat später seinen Bruder Edmund wieder. Lange verblieben beide Hambers nicht in diesem Lager. Philipp Hamber wurde wie Edmund wenig später in das KZ Buchenwald überführt, wo er im Herbst 1940, gut drei Wochen vor seinem jüngeren Bruder, ermordet wurde: Ein SS-Mann hatte ihn, laut Augenzeugenbericht des Mitgefangenen Herbert Mindus, brutal niedergeschlagen, anschließend in eine Wasserpfütze gestoßen und ihn dann so lange mit Fußtritten traktiert, bis Hamber starb. Die daraufhin von Bruder Edmund geleistete Bezeugung dieses Verbrechens beim stellvertretenden Lagerkommandanten führte auch zu dessen gewaltsamem Tod.

## Filmografie (als Produzent)
- 1926: Beethoven
- 1927: Der Mann ohne Beruf (Das grobe Hemd)
- 1928: Hoch vom Dachstein
- 1928: Franz Schubert und sein lachendes Wien
- 1930: Die Abenteuer des Herrn Antimarx (kurzer Werbefilm)
- 1931: Die große Liebe
- 1932: Die vom 17er-Haus

## Gedenken
In der Köstlergasse 1 in Wien-Mariahilf erinnert eine Gedenktafel an Philipp Hamber.